# Asota australis
Asota australis là một loài bướm đêm thuộc họ Erebidae. Nó được tìm thấy ở Úc, Indonesia và Papua New Guinea.
Sải cánh dài khoảng 50 mm.

## Phụ loài
- Asota australis assimilis (Lãnh thổ Bắc Úc, Queensland)
- Asota australis australis (Indonesia, Papua New Guinea)
- Asota australis sinuosa (Indonesia)